# Langues en Argentine
Il n'y a pas de langue officielle au niveau fédéral. Cependant, l'espagnol est la langue maternelle de 91 % de la population du pays et est parlée par 97 % de ses habitants. 
Il existe aussi une vingtaine de peuples autochtones qui parlent encore des langues amérindiennes : le quechua dans les régions andines du Nord-Ouest et le guarani dans les provinces de Misiones et de Corrientes (le guarani est coofficiel dans ces provinces). Un dialecte du quechua, le quichua, est de même parlé, notamment dans la province de Santiago del Estero.
À noter qu'entre l'espagnol rioplatense et celui d'Espagne, il y a quelques différences phonétiques, notamment la prononciation de ‹ ll › et du ‹ y › qui se prononcent comme /ʒ/ légèrement affaibli (entre le ‹ ch › et le ‹ j › français) en Argentine au lieu de /ʎ/ en Espagne. Les accents sont multiples en Argentine et répondent à l'origine des populations régionales. Ainsi, si dans la ville de Buenos Aires l'accent est beaucoup plus penché vers le castillan plus criollo, dans la province de Misiones, on retrouve un accent plus proche des sons du guarani, et de même pour Jujuy avec le quechua, pour donner quelques exemples. Le vocabulaire est de même influencé par les langues indigènes et africaines qui ont cohabité avec le castillan pendant des siècles (des termes comme pucho, che, quilombo, mucama, entre autres).
Depuis 2010, les étudiants du secondaire peuvent choisir le portugais ou l'anglais en tant que langue étrangère obligatoire.

## Sur Internet
|  | 87 |

|  | 11 |

|  | 86 |

|  | 12 |

|  | 86 |

|  | 13 |

| # | Langue   | Pourcentage |
| - | -------- | ----------- |
| 1 | Espagnol | \| \| 99 \| |
|   | 99       |             |

| # | Langue                     |
| - | -------------------------- |
| 1 | Espagnol d’Amérique latine |

|  | 84 |

|  | 8 |

|  | 2 |

|  | 1 |